# Friedrich-Georg Eberhardt
Friedrich-Georg Eberhardt (Straatsburg, 15 januari 1892 - Wiesbaden, 9 september 1964) was een Duitse Generalleutnant tijdens de Tweede Wereldoorlog, en drager van het Ridderkruis van het IJzeren kruis. In mei 1945 werd Eberhardt gevangengenomen en in 1947 werd hij vrijgelaten.

## Militaire loopbaan
- Fahnenjunker: 1910[2]
- Fahnenjunker-Unteroffizier: 12 augustus 1910[3][2]
- Fähnrich: 16 november 1910[3][2]
- Leutnant: 13 september 1911[3][2]
- Oberleutnant: 18 augustus 1915[3][2]
- Rittmeister: 20 september 1918[3][2]
- Major: 1 februari 1931[3][2]
- Oberstleutnant: 1 september 1933[3][2]
- Oberst: 1 juli 1935[3][2]
- Generalmajor: 1 april 1939[3][2]
- Generalleutnant: 1 februari 1941[3][2]

## Decoraties
- Ridderkruis van het IJzeren Kruis (nr.767) op 31 december 1941 als Generalleutnant en commandant van het 60. Infanterie-Division (mot)[4][5][2]
- IJzeren Kruis 1914, 1e Klasse (26 juli 1917) en 2e Klasse (1 oktober 1914)
- Gewondeninsigne 1918 in zwart op 27 juni 1918[2]
- Erekruis voor Frontstrijders in de Wereldoorlog op 15 januari 1935[2]
- Herhalingsgesp bij IJzeren Kruis 1939, 1e Klasse (16 oktober 1939) en 2e Klasse (16 september 1939)[2]
- Medaille Winterschlacht im Osten 1941/42 op 14 augustus 1942[2]
- Kruis voor Militaire Verdienste (Oostenrijk-Hongarije), 3e Klasse met Oorlogsdecoratie[2]
- Dienstonderscheiding van Leger voor (25 dienstjaren) op 2 oktober 1936[2]
- Grootkruis in de Sint-Alexanderorde met Zwaarden op 15 juli 1941[6][2]
- Ereteken voor Verdienste in Oorlogstijd op 10 maart 1916[6]
- Danziger Kreuz, 1e Klasse op 16 oktober 1939[6]